# Skaner płaski

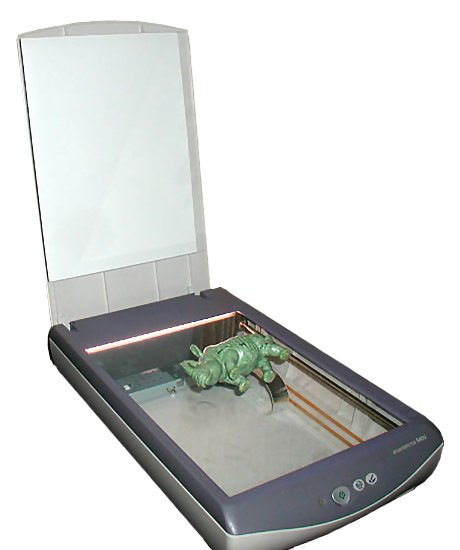
Przykład skanera płaskiego.

Skaner płaski – rodzaj skanera obrazu.
Pokrywa skanera jest ruchoma, pod nią znajduje się szyba. Aby dokonać skanowania, kładzie się skanowaną kartkę na szybę skanowaną stroną do spodu. W trakcie pracy skanera pod szybą przesuwa się zespół lampa-lustro. Połączenie skaner-komputer na początku XXI w. i wcześniej używano głównie interfejsu SCSI lub portu równoległego Centronics, jednak te rozwiązania w urządzeniach domowych i biurowych zostały wyparte przez interfejs USB oraz przez rozwiązania interfejsu sieciowego.
Skanery płaskie charakteryzują się rozdzielczością optyczną wynoszącą od 300×600 dpi do 7200×14400 dpi. Urządzenia te można spotkać w wersji czarno-białej lub kolorowej.
Skanery płaskie znalazły zastosowanie w profesjonalnych pracach graficznych oraz w pracy biurowej. Niektóre skanery mają przystawki DIA do skanowania przeźroczy.